# Tournoi masculin de hockey sur glace aux Jeux olympiques d'hiver de 2018
Navigation
Sotchi 2014 Pékin 2022
Le tournoi masculin de hockey sur glace aux Jeux olympiques de Pyeongchang a lieu du 14 au 25 février 2018.

## Qualifications
La qualification pour le tournoi masculin de hockey sur glace est déterminée par le classement IIHF établi à l'issue du Championnat du monde 2015. La Corée du Sud, pays hôte, et les huit premiers du classement mondial obtiennent directement une place pour le tournoi. Les autres équipes ont la possibilité de gagner l'une des trois places restantes par l'intermédiaire de tournois qualificatifs du 10 octobre 2015 au 4 septembre 2016.

## Tournoi olympique
Les équipes suivantes sont qualifiées pour le tournoi olympique (entre parenthèses, le classement mondial IIHF en 2015) :
| Groupe A            | Groupe B                          | Groupe C         |
| ------------------- | --------------------------------- | ---------------- |
| Canada (1)          | Athlètes olympiques de Russie (2) | Suède (3)        |
| Tchéquie (6)        | États-Unis (5)                    | Finlande (4)     |
| Suisse (7)          | Slovaquie (8)                     | Norvège (9) Q    |
| Corée du Sud (23) H | Slovénie (14) Q                   | Allemagne (13) Q |

H : pays hôte   -  Q : pays qualifiés par tournoi

### Tour préliminaire

#### Groupe A

##### Matchs
| 15 février | Tchéquie | 2-1 (2-1, 0-0, 0-0) | Corée du Sud | Centre de hockey de Gangneung 6 025 spectateurs |

| Feuille de match | Feuille de match                                                            | Feuille de match | Feuille de match                     | Feuille de match                                                                        |
| ---------------- | --------------------------------------------------------------------------- | ---------------- | ------------------------------------ | --------------------------------------------------------------------------------------- |
|                  | - Kovář (Řepík, Sekáč) — 11 min 59 s Řepík (Birner, Francouz) — 16 min 18 s | 0-1 1-1 2-1      | Cho (Radunske, Swift) — 7 min 34 s - | Arbitrage : Mark Lemelin Linus Öhlund Juges de lignes : Henrik Pihlblad Sakari Suominen |
| Pavel Francouz   | Gardiens                                                                    | Matt Dalton      |                                      | Arbitrage : Mark Lemelin Linus Öhlund Juges de lignes : Henrik Pihlblad Sakari Suominen |
| 8 min            | Pénalités                                                                   | 6 min            |                                      | Arbitrage : Mark Lemelin Linus Öhlund Juges de lignes : Henrik Pihlblad Sakari Suominen |
| 40               | Tirs                                                                        | 18               |                                      | Arbitrage : Mark Lemelin Linus Öhlund Juges de lignes : Henrik Pihlblad Sakari Suominen |

| 15 février | Suisse | 1-5 (0-2, 0-2, 1-1) | Canada | Centre de hockey de Kwandong 2 802 spectateurs |

| Feuille de match                                         | Feuille de match                                      | Feuille de match        | Feuille de match | Feuille de match                                                                                 |
| -------------------------------------------------------- | ----------------------------------------------------- | ----------------------- | --- | ------------------------------------------------------------------------------------------------ |
|                                                          | - Moser (Rüfenacht, Ambühl) — 47 min 33 s (SN + JS) - | 0-1 0-2 0-3 0-4 1-4 1-5 | Bourque (Lee, Roy) — 2 min 57 s Noreau (Lee, Roy) — 7 min 30 s (SN) Bourque (Roy) — 25 min (SN) Wolski (Noreau) — 25 min 52 s - Wolski (Kelly, Ebbett) — 54 min 53 s (CV) | Arbitrage : Antonín Jeřábek Konstantin Olenine Juges de lignes : Jimmy Dahmen Alexander Otmahkov |
| Leonardo Genoni (25 min 52 s) Jonas Hiller (33 min 12 s) | Gardiens                                              | Ben Scrivens            | | Arbitrage : Antonín Jeřábek Konstantin Olenine Juges de lignes : Jimmy Dahmen Alexander Otmahkov |
| 6 min                                                    | Pénalités                                             | 6 min                   | | Arbitrage : Antonín Jeřábek Konstantin Olenine Juges de lignes : Jimmy Dahmen Alexander Otmahkov |
| 29                                                       | Tirs                                                  | 28                      | | Arbitrage : Antonín Jeřábek Konstantin Olenine Juges de lignes : Jimmy Dahmen Alexander Otmahkov |

| 17 février | Canada | 2-3 (TB) (2-1, 0-1, 0-0, 0-0, 0-1) | Tchéquie | Centre de hockey de Gangneung 6 731 spectateurs |

| Feuille de match | Feuille de match                                                                         | Feuille de match    | Feuille de match                                                                  | Feuille de match                                                                    |
| ---------------- | ---------------------------------------------------------------------------------------- | ------------------- | --------------------------------------------------------------------------------- | ----------------------------------------------------------------------------------- |
|                  | Raymond (Vey, Gragnani) — 1 min 13 s (SN) - Bourque (Noreau, Brulé) — 13 min 30 s (SN) - | 1-0 1-1 2-1 2-2 2-3 | - Kubalík — 6 min 52 s - Jordán (Birner, Horák) — 20 min 25 s Kovář — 65 min (TB) | Arbitrage : Roman Gofman Anssi Salonen Juges de lignes : Gleb Lazarov Judson Ritter |
| Ben Scrivens     | Gardiens                                                                                 | Pavel Francouz      |                                                                                   | Arbitrage : Roman Gofman Anssi Salonen Juges de lignes : Gleb Lazarov Judson Ritter |
| 6 min            | Pénalités                                                                                | 10 min              |                                                                                   | Arbitrage : Roman Gofman Anssi Salonen Juges de lignes : Gleb Lazarov Judson Ritter |
| 33               | Tirs                                                                                     | 21                  |                                                                                   | Arbitrage : Roman Gofman Anssi Salonen Juges de lignes : Gleb Lazarov Judson Ritter |

| 17 février | Corée du Sud | 0-8 (0-1, 0-2, 0-5) | Suisse | Centre de hockey de Gangneung 6 568 spectateurs |

| Feuille de match                                     | Feuille de match | Feuille de match                | Feuille de match | Feuille de match                                                                         |
| ---------------------------------------------------- | ---------------- | ------------------------------- | --- | ---------------------------------------------------------------------------------------- |
|                                                      | -                | 0-1 0-2 0-3 0-4 0-5 0-6 0-7 0-8 | Hollenstein (Haas, Loeffel) — 10 min 23 s Du Bois — 27 min 36 s Suter (Herzog) — 35 min 55 s Rüfenacht (Untersander, Almond) — 43 min 50 s Suter (Ambühl, Moser) — 45 min 17 s Schäppi (Almond, Geering) — 46 min 45 s Suter (Geering, Ambühl) — 51 min 24 s Corvi (Hofmann, Du Bois) — 55 min 10 s | Arbitrage : Jan Hribik Aleksi Rantala Juges de lignes : Miroslav Lhotský Fraser McIntyre |
| Matt Dalton (45 min 17 s) Park Sung-je (14 min 43 s) | Gardiens         | Jonas Hiller                    | | Arbitrage : Jan Hribik Aleksi Rantala Juges de lignes : Miroslav Lhotský Fraser McIntyre |
| 8 min                                                | Pénalités        | 10 min                          | | Arbitrage : Jan Hribik Aleksi Rantala Juges de lignes : Miroslav Lhotský Fraser McIntyre |
| 25                                                   | Tirs             | 34                              | | Arbitrage : Jan Hribik Aleksi Rantala Juges de lignes : Miroslav Lhotský Fraser McIntyre |

| 18 février | Tchéquie | 4-1 (1-1, 0-0, 3-0) | Suisse | Centre de hockey de Gangneung 6 137 spectateurs |

| Feuille de match | Feuille de match | Feuille de match    | Feuille de match                            | Feuille de match                                                                             |
| ---------------- | --- | ------------------- | ------------------------------------------- | -------------------------------------------------------------------------------------------- |
|                  | Řepík (Erat, Kolář) — 7 min 9 s - Kubalík (Kovář, Kolář) — 43 min 2 s Červenka (Kolář) — 58 min 40 s Řepík (Birner, Nakládal) — 59 min 11 s | 1-0 1-1 2-1 3-1 4-1 | - Rüfenacht (Ambühl, Suter) — 14 min 47 s - | Arbitrage : Brett Iverson Konstantin Olenin Juges de lignes : Judson Ritter Nathan Vanoosten |
| Pavel Francouz   | Gardiens | Jonas Hiller        |                                             | Arbitrage : Brett Iverson Konstantin Olenin Juges de lignes : Judson Ritter Nathan Vanoosten |
| 10 min           | Pénalités | 2 min               |                                             | Arbitrage : Brett Iverson Konstantin Olenin Juges de lignes : Judson Ritter Nathan Vanoosten |
| 28               | Tirs | 29                  |                                             | Arbitrage : Brett Iverson Konstantin Olenin Juges de lignes : Judson Ritter Nathan Vanoosten |

| 18 février | Canada | 4-0 (1-0, 1-0, 2-0) | Corée du Sud | Centre de hockey de Gangneung 6 038 spectateurs |

| Feuille de match | Feuille de match | Feuille de match | Feuille de match | Feuille de match                                                                    |
| ---------------- | --- | ---------------- | ---------------- | ----------------------------------------------------------------------------------- |
|                  | Thomas (Genoway, Wolski) — 7 min 36 s O'Dell (Gragnani, Klinkhammer) — 34 min 22 s Lapierre (Roy) — 45 min 43 s Brulé (Lee, Roy) — 58 min 2 s | 1-0 2-0 3-0 4-0  | -                | Arbitrage : Jozef Kubuš Daniel Stricker Juges de lignes : Nicolas Fluri Vít Lederer |
| Kevin Poulin     | Gardiens | Matt Dalton      |                  | Arbitrage : Jozef Kubuš Daniel Stricker Juges de lignes : Nicolas Fluri Vít Lederer |
| 8 min            | Pénalités | 8 min            |                  | Arbitrage : Jozef Kubuš Daniel Stricker Juges de lignes : Nicolas Fluri Vít Lederer |
| 49               | Tirs | 19               |                  | Arbitrage : Jozef Kubuš Daniel Stricker Juges de lignes : Nicolas Fluri Vít Lederer |

##### Classement
| Clt   | Équipe       | PJ | V | VP | VF | D | DP | DF | BP | BC | Diff | Pts |
| ----- | ------------ | -- | - | -- | -- | - | -- | -- | -- | -- | ---- | --- |
| +001, | Tchéquie     | 3  | 2 | 0  | 1  | 0 | 0  | 0  | 9  | 4  | +5   | 8   |
| +002, | Canada       | 3  | 2 | 0  | 0  | 0 | 0  | 1  | 11 | 4  | +7   | 7   |
| +003, | Suisse       | 3  | 1 | 0  | 0  | 2 | 0  | 0  | 10 | 9  | +1   | 3   |
| +004, | Corée du Sud | 3  | 0 | 0  | 0  | 3 | 0  | 0  | 1  | 14 | -13  | 0   |

- Quarts de finale
- Tour qualificatif

#### Groupe B

##### Matchs
| 14 février | Slovaquie | 3-2 (2-2, 0-0, 1-0) | AOR | Centre de hockey de Gangneung 4 025 spectateurs |

| Feuille de match | Feuille de match                                                                           | Feuille de match     | Feuille de match                                                          | Feuille de match                                                                        |
| ---------------- | ------------------------------------------------------------------------------------------ | -------------------- | ------------------------------------------------------------------------- | --------------------------------------------------------------------------------------- |
|                  | - Ölvecký (Graňák) — 16 min 5 s Bakoš — 17 min 55 s Čerešňák (Haščák, Bakoš) — 48 min 30 s | 0-1 0-2 1-2 2-2 3-2  | Gavrikov (Voïnov, Chirokov) — 2 min 54 s Kaprizov (Goussev) — 4 min 8 s - | Arbitrage : Brett Iverson Aleksi Rantala Juges de lignes : Vit Lederer Nathan Vanoosten |
| Branislav Konrád | Gardiens                                                                                   | Vassili Kochetchkine |                                                                           | Arbitrage : Brett Iverson Aleksi Rantala Juges de lignes : Vit Lederer Nathan Vanoosten |
| 12 min           | Pénalités                                                                                  | 10 min               |                                                                           | Arbitrage : Brett Iverson Aleksi Rantala Juges de lignes : Vit Lederer Nathan Vanoosten |
| 19               | Tirs                                                                                       | 22                   |                                                                           | Arbitrage : Brett Iverson Aleksi Rantala Juges de lignes : Vit Lederer Nathan Vanoosten |

| 14 février | États-Unis | 2-3 (pr) (1-0, 1-0, 0-2, 0-1) | Slovénie | Centre de hockey de Kwandong 3 348 spectateurs |

| Feuille de match | Feuille de match                                                                    | Feuille de match    | Feuille de match                                                                                                   | Feuille de match                                                                      |
| ---------------- | ----------------------------------------------------------------------------------- | ------------------- | --- | ------------------------------------------------------------------------------------- |
|                  | O'Neill (Roe, Donato) — 17 min 44 s Greenway (O'Neill, Sanguinetti) — 32 min 57 s - | 1-0 2-0 2-1 2-2 2-3 | - Urbas (Gregorc, Vidmar) — 45 min 49 s Muršak (Gregorc, Verlič) — 58 min 23 s Muršak (Tičar, Urbas) — 60 min 38 s | Arbitrage : Jan Hribik Anssi Salonen Juges de lignes : Roman Kaderli Lukas Kohlmüller |
| Ryan Zapolski    | Gardiens                                                                            | Gašper Krošelj      | | Arbitrage : Jan Hribik Anssi Salonen Juges de lignes : Roman Kaderli Lukas Kohlmüller |
| 6 min            | Pénalités                                                                           | 6 min               | | Arbitrage : Jan Hribik Anssi Salonen Juges de lignes : Roman Kaderli Lukas Kohlmüller |
| 36               | Tirs                                                                                | 25                  | | Arbitrage : Jan Hribik Anssi Salonen Juges de lignes : Roman Kaderli Lukas Kohlmüller |

| 16 février | États-Unis | 2-1 (1-1, 0-0, 1-0) | Slovaquie | Centre de hockey de Gangneung 5 652 spectateurs |

| Feuille de match | Feuille de match                                                                           | Feuille de match | Feuille de match                            | Feuille de match                                                                           |
| ---------------- | ------------------------------------------------------------------------------------------ | ---------------- | ------------------------------------------- | ------------------------------------------------------------------------------------------ |
|                  | Donato (Terry, Bourque) — 7 min 10 s (SN) - Donato (Arcobello, Bourque) — 42 min 51 s (SN) | 1-0 1-1 2-1      | - Kudrna (Surový, Čajkovský) — 7 min 35 s - | Arbitrage : Olivier Gouin Tobias Wehrli Juges de lignes : Nicolas Fluri Alexander Otmakhov |
| Ryan Zapolski    | Gardiens                                                                                   | Ján Laco         |                                             | Arbitrage : Olivier Gouin Tobias Wehrli Juges de lignes : Nicolas Fluri Alexander Otmakhov |
| 4 min            | Pénalités                                                                                  | 10 min           |                                             | Arbitrage : Olivier Gouin Tobias Wehrli Juges de lignes : Nicolas Fluri Alexander Otmakhov |
| 31               | Tirs                                                                                       | 22               |                                             | Arbitrage : Olivier Gouin Tobias Wehrli Juges de lignes : Nicolas Fluri Alexander Otmakhov |

| 16 février | AOR | 8-2 (2-0, 4-1, 2-1) | Slovénie | Centre de hockey de Gangneung 6 018 spectateurs |

| Feuille de match                                     | Feuille de match | Feuille de match                        | Feuille de match                                              | Feuille de match                                                                           |
| ---------------------------------------------------- | --- | --------------------------------------- | ------------------------------------------------------------- | ------------------------------------------------------------------------------------------ |
|                                                      | Moziakine (Datsiouk, Goussev) — 18 min 26 s (SN) Kovaltchouk (Iakovlev, Andronov) — 18 min 45 s Barabanov (Grigorenko, Kalinine) — 26 min (SN) Kabloukov (Kovaltchouk, Zoub) — 28 min 48 s Kaprizov (Goussev, Kisselevitch) — 30 min 2 s - Kovaltchouk (Kalinine, Andronov) — 37 min 16 s Kaprizov (Datsiouk, Kisselevitch) — 41 min 15 s Kaprizov (Zoub, Goussev) — 47 min 12 s - | 1-0 2-0 3-0 4-0 5-0 5-1 6-1 7-1 8-1 8-2 | - Muršak (Verlič, Kuralt) — 33 min 31 s - Pance — 59 min 27 s | Arbitrage : Mark Lemelin Daniel Stricker Juges de lignes : Lukas Kohlmüller Hannu Sormunen |
| Vassili Kochetchkine (40 min) Ilia Sorokine (20 min) | Gardiens | Luka Gračnar                            |                                                               | Arbitrage : Mark Lemelin Daniel Stricker Juges de lignes : Lukas Kohlmüller Hannu Sormunen |
| 8 min                                                | Pénalités | 6 min                                   |                                                               | Arbitrage : Mark Lemelin Daniel Stricker Juges de lignes : Lukas Kohlmüller Hannu Sormunen |
| 34                                                   | Tirs | 15                                      |                                                               | Arbitrage : Mark Lemelin Daniel Stricker Juges de lignes : Lukas Kohlmüller Hannu Sormunen |

| 17 février | AOR | 4-0 (1-0, 2-0, 1-0) | États-Unis | Centre de hockey de Gangneung 6 473 spectateurs |

| Feuille de match     | Feuille de match | Feuille de match | Feuille de match | Feuille de match                                                                 |
| -------------------- | --- | ---------------- | ---------------- | -------------------------------------------------------------------------------- |
|                      | Prokhorkine (Moziakine, Barabanov) — 7 min 21 s Prokhorkine (Chirokov, Moziakine) — 22 min 14 s Kovaltchouk (Andronov) — 39 min 59 s Kovaltchouk (Voïnov, Andronov) — 40 min 28 s | 1-0 2-0 3-0 4-0  | -                | Arbitrage : Jozef Kubuš Linus Öhlund Juges de lignes : Vít Lederer Nicolas Fluri |
| Vassili Kochetchkine | Gardiens | Ryan Zapolski    |                  | Arbitrage : Jozef Kubuš Linus Öhlund Juges de lignes : Vít Lederer Nicolas Fluri |
| 10 min               | Pénalités | 10 min           |                  | Arbitrage : Jozef Kubuš Linus Öhlund Juges de lignes : Vít Lederer Nicolas Fluri |
| 26                   | Tirs | 29               |                  | Arbitrage : Jozef Kubuš Linus Öhlund Juges de lignes : Vít Lederer Nicolas Fluri |

| 17 février | Slovénie | 3-2 (TB) (0-0, 2-1, 0-1, 0-0, 1-0) | Slovaquie | Centre de hockey de Kwandong 6 473 spectateurs |

| Feuille de match | Feuille de match                                                                                          | Feuille de match    | Feuille de match                                                                         | Feuille de match                                                                           |
| ---------------- | --- | ------------------- | ---------------------------------------------------------------------------------------- | ------------------------------------------------------------------------------------------ |
|                  | Gregorc (Muršak, Kuralt) — 21 min (SN) Kuralt (Muršak, Gregorc) — 24 min 16 s (SN) - Jeglič — 65 min (TB) | 1-0 2-0 2-1 2-2 3-2 | - Bubela (Čerešňák, Graňák) — 35 min 43 s (SN) Haščák (Graňák, Čerešňák) — 45 min 56 s - | Arbitrage : Antonín Jeřábek Timothy Mayer Juges de lignes : Hannu Sormunen Sakari Suominen |
| Gašper Krošelj   | Gardiens                                                                                                  | Branislav Konrád    |                                                                                          | Arbitrage : Antonín Jeřábek Timothy Mayer Juges de lignes : Hannu Sormunen Sakari Suominen |
| 4 min            | Pénalités                                                                                                 | 8 min               |                                                                                          | Arbitrage : Antonín Jeřábek Timothy Mayer Juges de lignes : Hannu Sormunen Sakari Suominen |
| 30               | Tirs | 25                  |                                                                                          | Arbitrage : Antonín Jeřábek Timothy Mayer Juges de lignes : Hannu Sormunen Sakari Suominen |

##### Classement
| Clt   | Équipe                              | PJ | V | VP | VF | D | DP | DF | BP | BC | Diff | Pts |
| ----- | ----------------------------------- | -- | - | -- | -- | - | -- | -- | -- | -- | ---- | --- |
| +001, | Athlètes olympiques de Russie (AOR) | 3  | 2 | 0  | 0  | 1 | 0  | 0  | 14 | 5  | +9   | 6   |
| +002, | Slovénie                            | 3  | 0 | 2  | 0  | 1 | 0  | 0  | 8  | 12 | -4   | 4   |
| +003, | États-Unis                          | 3  | 1 | 0  | 0  | 1 | 1  | 0  | 4  | 8  | -4   | 4   |
| +004, | Slovaquie                           | 3  | 1 | 0  | 0  | 1 | 0  | 1  | 6  | 7  | -1   | 4   |

- Quarts de finale
- Tour qualificatif

#### Groupe C

##### Matchs
| 15 février | Finlande | 5-2 (2-1, 2-0, 1-1) | Allemagne | Centre de hockey de Gangneung 3 695 spectateurs |

| Feuille de match | Feuille de match | Feuille de match            | Feuille de match                                               | Feuille de match                                                                      |
| ---------------- | --- | --------------------------- | -------------------------------------------------------------- | ------------------------------------------------------------------------------------- |
|                  | Lepistö (Kontiola, Tolvanen) — 3 min 13 s - Pyörälä (Lajunen, Manninen) — 15 min 30 s Tolvanen (Hartikainen, Kemppainen) — 37 min 22 s Kukkonen (Kontiola, Tolvanen) — 38 min 43 s - Kemppainen (Tolvanen, Lepistö) — 52 min 48 s | 1-0 1-1 2-1 3-1 4-1 4-2 5-2 | - Macek (Ehrhoff, Wolf) — 8 min 44 s - Hördler — 41 min 51 s - | Arbitrage : Oliver Gouin Jozef Kubuš Juges de lignes : Nicolas Fluri Miroslav Lhotský |
| Mikko Koskinen   | Gardiens | Danny aus den Birken        |                                                                | Arbitrage : Oliver Gouin Jozef Kubuš Juges de lignes : Nicolas Fluri Miroslav Lhotský |
| 10 min           | Pénalités | 10 min                      |                                                                | Arbitrage : Oliver Gouin Jozef Kubuš Juges de lignes : Nicolas Fluri Miroslav Lhotský |
| 20               | Tirs | 24                          |                                                                | Arbitrage : Oliver Gouin Jozef Kubuš Juges de lignes : Nicolas Fluri Miroslav Lhotský |

| 15 février | Norvège | 0-4 (0-2, 0-0, 0-2) | Suède | Centre de hockey de Gangneung 3 961 spectateurs |

| Feuille de match | Feuille de match | Feuille de match | Feuille de match | Feuille de match                                                                    |
| ---------------- | ---------------- | ---------------- | --- | ----------------------------------------------------------------------------------- |
|                  | -                | 0-1 0-2 0-3 0-4  | Lindholm (Omark, Möller) — 5 min 29 s Lander (Bertilsson) — 16 min 46 s Everberg (Omark, Fransson) — 48 min 42 s Wikstrand (Omark, Everberg) — 49 min 4 s | Arbitrage : Roman Gofman Tobias Wehrli Juges de lignes : Gleb Lazarev Judson Ritter |
| Lars Haugen      | Gardiens         | Viktor Fasth     | | Arbitrage : Roman Gofman Tobias Wehrli Juges de lignes : Gleb Lazarev Judson Ritter |
| 14 min           | Pénalités        | 12 min           | | Arbitrage : Roman Gofman Tobias Wehrli Juges de lignes : Gleb Lazarev Judson Ritter |
| 17               | Tirs             | 27               | | Arbitrage : Roman Gofman Tobias Wehrli Juges de lignes : Gleb Lazarev Judson Ritter |

| 16 février | Finlande | 5-1 (1-1, 1-0, 3-0) | Norvège | Centre de hockey de Gangneung 4 180 spectateurs |

| Feuille de match | Feuille de match | Feuille de match        | Feuille de match                                     | Feuille de match                                                                    |
| ---------------- | --- | ----------------------- | ---------------------------------------------------- | ----------------------------------------------------------------------------------- |
|                  | - Tolvanen (Lepistö) — 16 min 36 s (SN) Tolvanen (Peltola) — 25 min 32 s Savinainen (Koskiranta) — 42 min 59 s Lepistö (Kontiola) — 47 min 54 s (SN) Manninen (Kontiola) — 56 min 48 s | 0-1 1-1 2-1 3-1 4-1 5-1 | Thoresen (Kristiansen, K. Olimb) — 6 min 29 s (SN) - | Arbitrage : Jan Hribik Brett Iverson Juges de lignes : Jimmy Dahmen Fraser McIntyre |
| Mikko Koskinen   | Gardiens | Lars Haugen             |                                                      | Arbitrage : Jan Hribik Brett Iverson Juges de lignes : Jimmy Dahmen Fraser McIntyre |
| 8 min            | Pénalités | 12 min                  |                                                      | Arbitrage : Jan Hribik Brett Iverson Juges de lignes : Jimmy Dahmen Fraser McIntyre |
| 30               | Tirs | 22                      |                                                      | Arbitrage : Jan Hribik Brett Iverson Juges de lignes : Jimmy Dahmen Fraser McIntyre |

| 16 février | Suède | 1-0 (1-0, 0-0, 0-0) | Allemagne | Centre de hockey de Kwandong 3 077 spectateurs |

| Feuille de match | Feuille de match                         | Feuille de match | Feuille de match | Feuille de match                                                                              |
| ---------------- | ---------------------------------------- | ---------------- | ---------------- | --------------------------------------------------------------------------------------------- |
|                  | Stålberg (Zackrisson, Bergström) — 2 min | 1-0              | -                | Arbitrage : Timothy Mayer Konstantin Olenine Juges de lignes : Roman Kaderli Nathan Vanoosten |
| Jhonas Enroth    | Gardiens                                 | Timo Pielmeier   |                  | Arbitrage : Timothy Mayer Konstantin Olenine Juges de lignes : Roman Kaderli Nathan Vanoosten |
| 10 min           | Pénalités                                | 6 min            |                  | Arbitrage : Timothy Mayer Konstantin Olenine Juges de lignes : Roman Kaderli Nathan Vanoosten |
| 26               | Tirs                                     | 28               |                  | Arbitrage : Timothy Mayer Konstantin Olenine Juges de lignes : Roman Kaderli Nathan Vanoosten |

| 18 février | Allemagne | 2-1 (TB) (0-0, 1-0, 0-1, 0-0, 1-0) | Norvège | Centre de hockey de Gangneung 5 534 spectateurs |

| Feuille de match     | Feuille de match                                              | Feuille de match | Feuille de match                                  | Feuille de match                                                                         |
| -------------------- | ------------------------------------------------------------- | ---------------- | ------------------------------------------------- | ---------------------------------------------------------------------------------------- |
|                      | Hager (Kahun, Macek) — 32 min 53 s (SN) - Hager — 65 min (TB) | 1-0 1-1 2-1      | - Reichenberg (Holøs, Bastiansen) — 45 min 19 s - | Arbitrage : Mark Lemelin Anssi Salonen Juges de lignes : Jimmy Dahmen Alexander Otmakhov |
| Danny aus den Birken | Gardiens                                                      | Lars Haugen      |                                                   | Arbitrage : Mark Lemelin Anssi Salonen Juges de lignes : Jimmy Dahmen Alexander Otmakhov |
| 10 min               | Pénalités                                                     | 55 min           |                                                   | Arbitrage : Mark Lemelin Anssi Salonen Juges de lignes : Jimmy Dahmen Alexander Otmakhov |
| 38                   | Tirs                                                          | 29               |                                                   | Arbitrage : Mark Lemelin Anssi Salonen Juges de lignes : Jimmy Dahmen Alexander Otmakhov |

| 18 février | Suède | 3-1 (1-0, 0-1, 2-0) | Finlande | Centre de hockey de Kwandong 5 534 spectateurs |

| Feuille de match | Feuille de match                                                                                                 | Feuille de match | Feuille de match                                  | Feuille de match                                                                          |
| ---------------- | --- | ---------------- | ------------------------------------------------- | ----------------------------------------------------------------------------------------- |
|                  | Lander (Omark, Fasth) — 14 min 53 s - Zackrisson (Fransson) — 48 min 53 s Möller (Omark) — 59 min 55 s (SN + CV) | 1-0 1-1 2-1 3-1  | - Kemppainen (Koivisto, Junttila) — 21 min 32 s - | Arbitrage : Oliver Gouin Antonín Jeřábek Juges de lignes : Roman Kaderli Lukas Kohlmüller |
| Viktor Fasth     | Gardiens | Mikko Koskinen   |                                                   | Arbitrage : Oliver Gouin Antonín Jeřábek Juges de lignes : Roman Kaderli Lukas Kohlmüller |
| 10 min           | Pénalités | 14 min           |                                                   | Arbitrage : Oliver Gouin Antonín Jeřábek Juges de lignes : Roman Kaderli Lukas Kohlmüller |
| 23               | Tirs | 19               |                                                   | Arbitrage : Oliver Gouin Antonín Jeřábek Juges de lignes : Roman Kaderli Lukas Kohlmüller |

##### Classement
| Clt   | Équipe    | PJ | V | VP | VF | D | DP | DF | BP | BC | Diff | Pts |
| ----- | --------- | -- | - | -- | -- | - | -- | -- | -- | -- | ---- | --- |
| +001, | Suède     | 3  | 3 | 0  | 0  | 0 | 0  | 0  | 8  | 1  | +7   | 9   |
| +002, | Finlande  | 2  | 2 | 0  | 0  | 1 | 0  | 0  | 11 | 6  | +5   | 6   |
| +003, | Allemagne | 2  | 0 | 0  | 1  | 2 | 0  | 0  | 4  | 7  | -3   | 2   |
| +004, | Norvège   | 2  | 0 | 0  | 0  | 2 | 0  | 1  | 2  | 11 | -9   | 1   |

- Quarts de finale
- Tour qualificatif

### Phase finale
À l'issue des dix-huit matchs du tour préliminaire, les douze équipes sont classées selon des critères spécifiques. Ce classement est utilisé pour répartir les équipes pour les séries éliminatoires et calculer le classement final à l'issue des Jeux olympiques.
Les critères suivants sont utilisés dans l'ordre présenté ci-dessous :
- Position dans le groupe préliminaire,
- Nombre de points,
- Meilleure différence de buts,
- Nombre de buts inscrits,
- Position dans le classement mondial IIHF 2017.

Les quatre premières équipes sont directement qualifiées en quarts de finale. Les huit suivantes s'affrontent dans un tour qualificatif.
| Place provisoire | Équipe                        | G | CG | PJ | Pts | Diff | BP | CM |
| ---------------- | ----------------------------- | - | -- | -- | --- | ---- | -- | -- |
| 1                | Suède                         | C | 1  | 3  | 9   | +7   | 8  | 3  |
| 2                | Tchéquie                      | A | 1  | 3  | 8   | +5   | 9  | 6  |
| 3                | Athlètes olympiques de Russie | B | 1  | 3  | 6   | +9   | 14 | 2  |
| 4                | Canada                        | A | 2  | 3  | 7   | +7   | 11 | 1  |
| 5                | Finlande                      | C | 2  | 3  | 6   | +5   | 11 | 4  |
| 6                | Slovénie                      | B | 2  | 3  | 4   | -4   | 8  | 15 |
| 7                | États-Unis                    | B | 3  | 3  | 4   | -4   | 4  | 5  |
| 8                | Suisse                        | A | 3  | 3  | 3   | +1   | 10 | 7  |
| 9                | Allemagne                     | C | 3  | 3  | 2   | -3   | 4  | 8  |
| 10               | Slovaquie                     | B | 4  | 3  | 4   | -1   | 6  | 11 |
| 11               | Norvège                       | C | 4  | 3  | 1   | -9   | 2  | 9  |
| 12               | Corée du Sud                  | A | 4  | 3  | 0   | -13  | 1  | 21 |

#### Tableau
|  | Tour qualificatif                         | Tour qualificatif                         |                                           |                                          | Quarts de finale                          | Quarts de finale                          |   |  | Demi-finales                              | Demi-finales                              |  |  | Finale                                    | Finale                                    |
|  | ----------------------------------------- | ----------------------------------------- | ----------------------------------------- | ---------------------------------------- | ----------------------------------------- | ----------------------------------------- | - |  | ----------------------------------------- | ----------------------------------------- |  |  | ----------------------------------------- | ----------------------------------------- |
|  |                                           |                                           |                                           |                                          |                                           |                                           |   |  |                                           |                                           |  |  |                                           |                                           |
|  |                                           |                                           |                                           |                                          | 21 février, Centre de hockey de Gangneung | 21 février, Centre de hockey de Gangneung |   |  | 23 février, Centre de hockey de Gangneung | 23 février, Centre de hockey de Gangneung |  |  | 25 février, Centre de hockey de Gangneung | 25 février, Centre de hockey de Gangneung |
|  |                                           |                                           |                                           |                                          | 21 février, Centre de hockey de Gangneung | 21 février, Centre de hockey de Gangneung |   |  | 23 février, Centre de hockey de Gangneung | 23 février, Centre de hockey de Gangneung |  |  | 25 février, Centre de hockey de Gangneung | 25 février, Centre de hockey de Gangneung |
|  |                                           |                                           |                                           |                                          | 21 février, Centre de hockey de Gangneung | 21 février, Centre de hockey de Gangneung |   |  | 23 février, Centre de hockey de Gangneung | 23 février, Centre de hockey de Gangneung |  |  | 25 février, Centre de hockey de Gangneung | 25 février, Centre de hockey de Gangneung |
|  |                                           |                                           |                                           |                                          | 21 février, Centre de hockey de Gangneung | 21 février, Centre de hockey de Gangneung |   |  | 23 février, Centre de hockey de Gangneung | 23 février, Centre de hockey de Gangneung |  |  | 25 février, Centre de hockey de Gangneung | 25 février, Centre de hockey de Gangneung |
|  |                                           |                                           |                                           |                                          | 21 février, Centre de hockey de Gangneung | 21 février, Centre de hockey de Gangneung |   |  | 23 février, Centre de hockey de Gangneung | 23 février, Centre de hockey de Gangneung |  |  | 25 février, Centre de hockey de Gangneung | 25 février, Centre de hockey de Gangneung |
|  |                                           | Suède                                     | 3                                         |                                          |                                           |                                           |   |  | 23 février, Centre de hockey de Gangneung | 23 février, Centre de hockey de Gangneung |  |  | 25 février, Centre de hockey de Gangneung | 25 février, Centre de hockey de Gangneung |
|  | 20 février, Centre de hockey de Gangneung | Suède                                     | 3                                         |                                          |                                           |                                           |   |  | 23 février, Centre de hockey de Gangneung | 23 février, Centre de hockey de Gangneung |  |  | 25 février, Centre de hockey de Gangneung | 25 février, Centre de hockey de Gangneung |
|  |                                           | Allemagne                                 | 4P                                        |                                          |                                           |                                           |   |  | 23 février, Centre de hockey de Gangneung | 23 février, Centre de hockey de Gangneung |  |  | 25 février, Centre de hockey de Gangneung | 25 février, Centre de hockey de Gangneung |
|  | Suisse                                    | Allemagne                                 | 4P                                        | 1                                        |                                           |                                           |   |  | 23 février, Centre de hockey de Gangneung | 23 février, Centre de hockey de Gangneung |  |  | 25 février, Centre de hockey de Gangneung | 25 février, Centre de hockey de Gangneung |
|  | Suisse                                    | 21 février, Centre de hockey de Gangneung |                                           | 1                                        |                                           |                                           |   |  | 23 février, Centre de hockey de Gangneung | 23 février, Centre de hockey de Gangneung |  |  | 25 février, Centre de hockey de Gangneung | 25 février, Centre de hockey de Gangneung |
|  | Allemagne                                 | 2P                                        |                                           |                                          |                                           |                                           |   |  | 23 février, Centre de hockey de Gangneung | 23 février, Centre de hockey de Gangneung |  |  | 25 février, Centre de hockey de Gangneung | 25 février, Centre de hockey de Gangneung |
|  | Allemagne                                 | 2P                                        |                                           | Allemagne                                | 4                                         |                                           |   |  |                                           |                                           |  |  | 25 février, Centre de hockey de Gangneung | 25 février, Centre de hockey de Gangneung |
|  |                                           |                                           |                                           | Allemagne                                | 4                                         |                                           |   |  |                                           |                                           |  |  | 25 février, Centre de hockey de Gangneung | 25 février, Centre de hockey de Gangneung |
|  |                                           |                                           | Canada                                    | 3                                        |                                           |                                           |   |  |                                           |                                           |  |  | 25 février, Centre de hockey de Gangneung | 25 février, Centre de hockey de Gangneung |
|  |                                           |                                           | Canada                                    | 3                                        |                                           |                                           |   |  |                                           |                                           |  |  | 25 février, Centre de hockey de Gangneung | 25 février, Centre de hockey de Gangneung |
|  | 23 février, Centre de hockey de Gangneung |                                           |                                           |                                          |                                           |                                           |   |  |                                           |                                           |  |  | 25 février, Centre de hockey de Gangneung | 25 février, Centre de hockey de Gangneung |
|  |                                           |                                           |                                           |                                          |                                           |                                           |   |  |                                           |                                           |  |  | 25 février, Centre de hockey de Gangneung | 25 février, Centre de hockey de Gangneung |
|  |                                           | Finlande                                  | 0                                         |                                          |                                           |                                           |   |  |                                           |                                           |  |  | 25 février, Centre de hockey de Gangneung | 25 février, Centre de hockey de Gangneung |
|  | 20 février, Centre de hockey de Gangneung | Finlande                                  | 0                                         |                                          |                                           |                                           |   |  |                                           |                                           |  |  | 25 février, Centre de hockey de Gangneung | 25 février, Centre de hockey de Gangneung |
|  |                                           | Canada                                    | 1                                         |                                          |                                           |                                           |   |  |                                           |                                           |  |  | 25 février, Centre de hockey de Gangneung | 25 février, Centre de hockey de Gangneung |
|  | Finlande                                  | Canada                                    | 1                                         | 5                                        |                                           |                                           |   |  |                                           |                                           |  |  | 25 février, Centre de hockey de Gangneung | 25 février, Centre de hockey de Gangneung |
|  | Finlande                                  | 21 février, Centre de hockey de Gangneung |                                           | 5                                        |                                           |                                           |   |  |                                           |                                           |  |  | 25 février, Centre de hockey de Gangneung | 25 février, Centre de hockey de Gangneung |
|  | Corée du Sud                              | 2                                         |                                           |                                          |                                           |                                           |   |  |                                           |                                           |  |  | 25 février, Centre de hockey de Gangneung | 25 février, Centre de hockey de Gangneung |
|  | Corée du Sud                              | 2                                         |                                           | Allemagne                                | 3                                         |                                           |   |  |                                           |                                           |  |  |                                           |                                           |
|  |                                           |                                           |                                           | Allemagne                                | 3                                         |                                           |   |  |                                           |                                           |  |  |                                           |                                           |
|  |                                           | Russie (OAR)                              | 4P                                        |                                          |                                           |                                           |   |  |                                           |                                           |  |  |                                           |                                           |
|  |                                           | Russie (OAR)                              | 4P                                        |                                          |                                           |                                           |   |  |                                           |                                           |  |  |                                           |                                           |
|  |                                           |                                           |                                           |                                          |                                           |                                           |   |  |                                           |                                           |  |  |                                           |                                           |
|  |                                           |                                           |                                           |                                          |                                           |                                           |   |  |                                           |                                           |  |  |                                           |                                           |
|  | Tchéquie                                  | 3F                                        |                                           |                                          |                                           |                                           |   |  |                                           |                                           |  |  |                                           |                                           |
|  | Tchéquie                                  | 3F                                        | 20 février, Centre de hockey de Gangneung |                                          |                                           |                                           |   |  |                                           |                                           |  |  |                                           |                                           |
|  |                                           | États-Unis                                | 2                                         |                                          |                                           |                                           |   |  |                                           |                                           |  |  |                                           |                                           |
|  | États-Unis                                | États-Unis                                | 2                                         | 5                                        |                                           |                                           |   |  |                                           |                                           |  |  |                                           |                                           |
|  | États-Unis                                | 21 février, Centre de hockey de Kwandong  |                                           | 5                                        |                                           |                                           |   |  |                                           |                                           |  |  |                                           |                                           |
|  | Slovaquie                                 | 1                                         |                                           |                                          |                                           |                                           |   |  |                                           |                                           |  |  |                                           |                                           |
|  | Slovaquie                                 | 1                                         |                                           | Tchéquie                                 | 0                                         |                                           |   |  |                                           |                                           |  |  |                                           |                                           |
|  |                                           |                                           |                                           | Tchéquie                                 | 0                                         |                                           |   |  |                                           |                                           |  |  |                                           |                                           |
|  |                                           | Russie (OAR)                              | 3                                         |                                          |                                           |                                           |   |  |                                           |                                           |  |  |                                           |                                           |
|  |                                           | Russie (OAR)                              | 3                                         |                                          |                                           |                                           |   |  |                                           |                                           |  |  |                                           |                                           |
|  |                                           |                                           |                                           |                                          |                                           |                                           |   |  |                                           |                                           |  |  |                                           |                                           |
|  |                                           |                                           | Match pour la 3eplace                     |                                          |                                           |                                           |   |  |                                           |                                           |  |  |                                           |                                           |
|  | Norvège                                   | 1                                         |                                           |                                          |                                           |                                           |   |  |                                           |                                           |  |  |                                           |                                           |
|  | Norvège                                   | 1                                         | 20 février, Centre de hockey de Kwandong  | 20 février, Centre de hockey de Kwandong | 24 février, Centre de hockey de Gangneung | 24 février, Centre de hockey de Gangneung |   |  |                                           |                                           |  |  |                                           |                                           |
|  |                                           | Russie (OAR)                              | 20 février, Centre de hockey de Kwandong  | 20 février, Centre de hockey de Kwandong | 24 février, Centre de hockey de Gangneung | 24 février, Centre de hockey de Gangneung | 6 |  |                                           |                                           |  |  |                                           |                                           |
|  | Slovénie                                  | Russie (OAR)                              | 1                                         | Canada                                   | 6                                         |                                           | 6 |  |                                           |                                           |  |  |                                           |                                           |
|  | Slovénie                                  |                                           |                                           |                                          | 6                                         |                                           |   |  |                                           |                                           |  |  |                                           |                                           |
|  | Norvège                                   | 2P                                        |                                           |                                          | Tchéquie                                  | 4                                         |   |  |                                           |                                           |  |  |                                           |                                           |
|  | Norvège                                   | 2P                                        |                                           |                                          | Tchéquie                                  | 4                                         |   |  |                                           |                                           |  |  |                                           |                                           |

#### Tour qualificatif
| 20 février | États-Unis | 5-1 (0-0, 3-1, 2-0) | Slovaquie | Centre de hockey de Gangneung 6 391 spectateurs |

| Feuille de match | Feuille de match | Feuille de match        | Feuille de match                          | Feuille de match                                                                                 |
| ---------------- | --- | ----------------------- | ----------------------------------------- | ------------------------------------------------------------------------------------------------ |
|                  | Donato (Gilroy, Terry) — 21 min 36 s Wisniewski (Terry) — 22 min 20 s (2 SN) Arcobello (Terry) — 33 min 30 s - Roe (Little, O'Neill) — 49 min 52 s Donato (Wisniewski) — 56 min 46 s (SN) | 1-0 2-0 3-0 3-1 4-1 5-1 | - Čerešňák (Graňák, Nagy) — 36 min 54 s - | Arbitrage : Aleksi Rantala et Anssi Salonen Juges de lignes : Henrik Pihlblad et Sakari Suominen |
| Ryan Zapolski    | Gardiens | Ján Laco                |                                           | Arbitrage : Aleksi Rantala et Anssi Salonen Juges de lignes : Henrik Pihlblad et Sakari Suominen |
| 8 min            | Pénalités | 33 min                  |                                           | Arbitrage : Aleksi Rantala et Anssi Salonen Juges de lignes : Henrik Pihlblad et Sakari Suominen |
| 33               | Tirs | 23                      |                                           | Arbitrage : Aleksi Rantala et Anssi Salonen Juges de lignes : Henrik Pihlblad et Sakari Suominen |

| 20 février | Slovénie | 1-2 (pr) (1-0, 0-0, 0-1, 0-1) | Norvège | Centre de hockey de Gangneung 6 312 spectateurs |

| Feuille de match | Feuille de match                   | Feuille de match | Feuille de match                                                                                     | Feuille de match                                                                               |
| ---------------- | ---------------------------------- | ---------------- | --- | ---------------------------------------------------------------------------------------------- |
|                  | Urbas (Muršak) — 6 min 38 s (SN) - | 1-0 1-1 1-2      | - Kristiansen (Røymark, Bastiansen) — 43 min 6 s Bonsaksen (Rosseli Olsen, P. Thoresen) — 63 min 6 s | Arbitrage : Daniel Stricker et Tobias Wehrli Juges de lignes : Vít Lederer et Miroslav Lhotský |
| Krošelj          | Gardiens                           | Haugen           | | Arbitrage : Daniel Stricker et Tobias Wehrli Juges de lignes : Vít Lederer et Miroslav Lhotský |
| 4 min            | Pénalités                          | 12 min           | | Arbitrage : Daniel Stricker et Tobias Wehrli Juges de lignes : Vít Lederer et Miroslav Lhotský |
| 34               | Tirs                               | 26               | | Arbitrage : Daniel Stricker et Tobias Wehrli Juges de lignes : Vít Lederer et Miroslav Lhotský |

| 20 février | Finlande | 5-2 (1-0, 2-2, 2-0) | Corée du Sud | Centre de hockey de Gangneung 5 409 spectateurs |

| Feuille de match | Feuille de match | Feuille de match            | Feuille de match                                               | Feuille de match                                                                          |
| ---------------- | --- | --------------------------- | -------------------------------------------------------------- | ----------------------------------------------------------------------------------------- |
|                  | Kontiola (Tolvanen, Kemppainen) — 4 min 42 s Kontiola (Lepistö, Tolvanen) — 23 min 44 s Heiskanen (Tolvanen) — 26 min 23 s - Hietanen (Osala, Savinainen) — 47 min 20 s Manninen (Hietanen, Koskiranta) — 59 min 53 s | 1-0 2-0 3-0 3-1 3-2 4-2 5-2 | - Radunske (Regan, Kim) — 30 min 6 s Ahn (Shin) — 32 min 9 s - | Arbitrage : Roman Gofman et Timothy Mayer Juges de lignes : Nicolas Fluri et Gleb Lazarev |
| Koskinen         | Gardiens | Dalton                      |                                                                | Arbitrage : Roman Gofman et Timothy Mayer Juges de lignes : Nicolas Fluri et Gleb Lazarev |
| 2 min            | Pénalités | 8 min                       |                                                                | Arbitrage : Roman Gofman et Timothy Mayer Juges de lignes : Nicolas Fluri et Gleb Lazarev |
| 36               | Tirs | 19                          |                                                                | Arbitrage : Roman Gofman et Timothy Mayer Juges de lignes : Nicolas Fluri et Gleb Lazarev |

| 20 février | Suisse | 1-2 (pr) (0-1, 1-0, 0-0, 0-1) | Allemagne | Centre de hockey de Kwandong 2 878 spectateurs |

| Feuille de match | Feuille de match                        | Feuille de match | Feuille de match                                                                     | Feuille de match                                                                           |
| ---------------- | --------------------------------------- | ---------------- | ------------------------------------------------------------------------------------ | ------------------------------------------------------------------------------------------ |
|                  | - Moser (Ambühl, Suter) — 23 min 40 s - | 0-1 1-1 1-2      | Pföderl (Hördler, Hager) — 1 min 19 s (SN) - Seidenberg (Kahun, Mauer) — 60 min 26 s | Arbitrage : Jan Hribik et Linus Öhlund Juges de lignes : Fraser McIntyre et Hannu Sormunen |
| Hiller           | Gardiens                                | aus der Birken   |                                                                                      | Arbitrage : Jan Hribik et Linus Öhlund Juges de lignes : Fraser McIntyre et Hannu Sormunen |
| 29 min           | Pénalités                               | 12 min           |                                                                                      | Arbitrage : Jan Hribik et Linus Öhlund Juges de lignes : Fraser McIntyre et Hannu Sormunen |
| 21               | Tirs                                    | 25               |                                                                                      | Arbitrage : Jan Hribik et Linus Öhlund Juges de lignes : Fraser McIntyre et Hannu Sormunen |

#### Quarts de finale
| 21 février | Tchéquie | 3-2 (TB) (1-1, 1-1, 0-0, 0-0, 1-0) | États-Unis | Centre de hockey de Gangneung 2 948 spectateurs |

| Feuille de match | Feuille de match                                                                              | Feuille de match    | Feuille de match                                                    | Feuille de match                                                                           |
| ---------------- | --------------------------------------------------------------------------------------------- | ------------------- | ------------------------------------------------------------------- | ------------------------------------------------------------------------------------------ |
|                  | - Kolář (Kovář) — 15 min 12 s Kundrátek (Růžička, Mozík) — 28 min 14 s - Koukal — 65 min (TB) | 0-1 1-1 2-1 2-2 3-2 | Donato (Terry) — 6 min 20 s - Slater (O'Neill) — 30 min 23 s (IN) - | Arbitrage : Oliver Gouin et Linus Öhlund Juges de lignes : Roman Kaderli et Hannu Sormunen |
| Francouz         | Gardiens                                                                                      | Ryan Zapolski       |                                                                     | Arbitrage : Oliver Gouin et Linus Öhlund Juges de lignes : Roman Kaderli et Hannu Sormunen |
| 10 min           | Pénalités                                                                                     | 8 min               |                                                                     | Arbitrage : Oliver Gouin et Linus Öhlund Juges de lignes : Roman Kaderli et Hannu Sormunen |
| 29               | Tirs                                                                                          | 20                  |                                                                     | Arbitrage : Oliver Gouin et Linus Öhlund Juges de lignes : Roman Kaderli et Hannu Sormunen |

| 21 février | AOR | 6-1 (3-0, 2-1, 1-0) | Norvège | Centre de hockey de Gangneung 3 553 spectateurs |

| Feuille de match | Feuille de match | Feuille de match                   | Feuille de match                                 | Feuille de match                                                                            |
| ---------------- | --- | ---------------------------------- | ------------------------------------------------ | ------------------------------------------------------------------------------------------- |
|                  | Grigorenko (Kabloukov, Teleguine) — 8 min 54 s Goussev (Moziakine, Datsiouk) — 13 min 25 s (SN) Voïnov (Goussev, Kaprizov) — 19 min 20 s - Kalinine (Kovaltchouk, Voïnov) — 28 min 35 s (SN) Nesterov (Goussev, Datsiouk) — 33 min 6 s (SN) Teleguine (Grigorenko, Kabloukov) — 53 min 15 s | 1-0 2-0 3-0 3-1 4-1 5-1 6-1        | - Bonsaksen (M. Olimb, K. Olimb) — 27 min 21 s - | Arbitrage : Jan Hribik et Timothy Mayer Juges de lignes : Lukas Kohlmüller et Judson Ritter |
| Kochetchkine     | Gardiens | Haugen (20 min) Haukeland (40 min) |                                                  | Arbitrage : Jan Hribik et Timothy Mayer Juges de lignes : Lukas Kohlmüller et Judson Ritter |
| 10 min           | Pénalités | 10 min                             |                                                  | Arbitrage : Jan Hribik et Timothy Mayer Juges de lignes : Lukas Kohlmüller et Judson Ritter |
| 32               | Tirs | 14                                 |                                                  | Arbitrage : Jan Hribik et Timothy Mayer Juges de lignes : Lukas Kohlmüller et Judson Ritter |

| 21 février | Canada | 1-0 (0-0, 0-0, 1-0) | Finlande | Centre de hockey de Gangneung 2 265 spectateurs |

| Feuille de match                            | Feuille de match              | Feuille de match | Feuille de match | Feuille de match                                                                                    |
| ------------------------------------------- | ----------------------------- | ---------------- | ---------------- | --------------------------------------------------------------------------------------------------- |
|                                             | Noreau (O'Dell) — 40 min 55 s | 1-0              | -                | Arbitrage : Antonín Jeřábek et Konstantin Olenine Juges de lignes : Gleb Lazarev et Henrik Pihlblad |
| Scrivens (24 min 17 s) Poulin (35 min 43 s) | Gardiens                      | Koskinen         |                  | Arbitrage : Antonín Jeřábek et Konstantin Olenine Juges de lignes : Gleb Lazarev et Henrik Pihlblad |
| 6 min                                       | Pénalités                     | 4 min            |                  | Arbitrage : Antonín Jeřábek et Konstantin Olenine Juges de lignes : Gleb Lazarev et Henrik Pihlblad |
| 30                                          | Tirs                          | 21               |                  | Arbitrage : Antonín Jeřábek et Konstantin Olenine Juges de lignes : Gleb Lazarev et Henrik Pihlblad |

| 21 février | Suède | 3-4 (pr) (0-2, 0-0, 3-1, 0-1) | Allemagne | Centre de hockey de Kwandong 2 092 spectateurs |

| Feuille de match | Feuille de match | Feuille de match            | Feuille de match | Feuille de match                                                                                  |
| ---------------- | --- | --------------------------- | --- | ------------------------------------------------------------------------------------------------- |
|                  | - Lander (Dahlin, Omark) — 46 min 25 s - Hersley (Omark, Wikstrand) — 49 min 35 s (SN) Wikstrand (Zackrisson) — 51 min 37 s - | 0-1 0-2 1-2 1-3 2-3 3-3 3-4 | Ehrhoff (Hager, Schütz) — 13 min 48 s (SN) Noebels (Kink) — 14 min 17 s - Kahun (Mauer) — 48 min 28 s - Reimer (Ehliz, Boyle) — 61 min 30 s | Arbitrage : Mark Lemelin et Aleksi Rantala Juges de lignes : Miroslav Lhotský et Nathan Vanoosten |
| Fasth            | Gardiens | aus den Birken              | | Arbitrage : Mark Lemelin et Aleksi Rantala Juges de lignes : Miroslav Lhotský et Nathan Vanoosten |
| 4 min            | Pénalités | 6 min                       | | Arbitrage : Mark Lemelin et Aleksi Rantala Juges de lignes : Miroslav Lhotský et Nathan Vanoosten |
| 34               | Tirs | 25                          | | Arbitrage : Mark Lemelin et Aleksi Rantala Juges de lignes : Miroslav Lhotský et Nathan Vanoosten |

#### Demi-finales
| 23 février | Canada | 3-4 (0-1, 1-3, 2-0) | Allemagne | Centre de hockey de Gangneung 4 330 spectateurs |

| Feuille de match | Feuille de match | Feuille de match            | Feuille de match | Feuille de match                                                                                 |
| ---------------- | --- | --------------------------- | --- | ------------------------------------------------------------------------------------------------ |
|                  | - Brulé (Lee, Noreau) — 28 min 17 s (SN) - Robinson (Thomas, Raymond) — 42 min 42 s Roy (Lee, Noreau) — 49 min 42 s (SN) | 0-1 0-2 0-3 1-3 1-4 2-4 3-4 | Macek (Kahun) — 14 min 43 s (2 SN) Plachta (Hager) — 23 min 21 s Mauer (Goc, Wolf) — 26 min 49 s - Hager (Plachta, Schütz) — 32 min 31 s (SN) - | Arbitrage : Jozef Kubuš et Timothy Mayer Juges de lignes : Fraser McIntyre et Alexander Otmakhov |
| Poulin           | Gardiens | aus den Birken              | | Arbitrage : Jozef Kubuš et Timothy Mayer Juges de lignes : Fraser McIntyre et Alexander Otmakhov |
| 35 min           | Pénalités | 16 min                      | | Arbitrage : Jozef Kubuš et Timothy Mayer Juges de lignes : Fraser McIntyre et Alexander Otmakhov |
| 31               | Tirs | 15                          | | Arbitrage : Jozef Kubuš et Timothy Mayer Juges de lignes : Fraser McIntyre et Alexander Otmakhov |

| 23 février | AOR | 3-0 (0-0, 2-0, 1-0) | Tchéquie | Centre de hockey de Gangneung 4 330 spectateurs |

| Feuille de match | Feuille de match | Feuille de match | Feuille de match | Feuille de match                                                                           |
| ---------------- | --- | ---------------- | ---------------- | ------------------------------------------------------------------------------------------ |
|                  | Goussev (Datsiouk) — 27 min 47 s Gavrikov (Teleguine, Grigorenko) — 28 min 14 s Kovaltchouk (Zoub, Zoubarev) — 59 min 39 s (CV) | 1-0 2-0 3-0      | -                | Arbitrage : Brett Iverson et Mark Lemeli Juges de lignes : Jimmy Dahmen et Sakari Suominen |
| Kochetchkine     | Gardiens | Francouz         |                  | Arbitrage : Brett Iverson et Mark Lemeli Juges de lignes : Jimmy Dahmen et Sakari Suominen |
| 10 min           | Pénalités | 6 min            |                  | Arbitrage : Brett Iverson et Mark Lemeli Juges de lignes : Jimmy Dahmen et Sakari Suominen |
| 22               | Tirs | 31               |                  | Arbitrage : Brett Iverson et Mark Lemeli Juges de lignes : Jimmy Dahmen et Sakari Suominen |

#### Match pour la troisième place
| 24 février | Canada | 6-4 (3-1, 0-0, 3-3) | Tchéquie | Centre de hockey de Gangneung 4 807 spectateurs |

| Feuille de match | Feuille de match | Feuille de match                        | Feuille de match | Feuille de match                                                                                        |
| ---------------- | --- | --------------------------------------- | --- | --- |
|                  | Ebbett (Robinson, Gragnani) — 8 min 57 s - Kelly (Goloubef, Klinkhammer) — 9 min 28 s (SN) Roy (Kozun, Bourque) — 15 min 57 s Ebbett (Kozun, Goloubef) — 45 min 50 s - Kelly (Klinkhammer) — 49 min 37 s Wolski (Howden) — 55 min 23 s - | 1-0 1-1 2-1 3-1 4-1 4-2 5-2 6-2 6-3 6-4 | - Růžička (Červenka) — 9 min 13 s - Kovář (Horák, Řepík) — 46 min 36 s (JS) - Červenka (Nakládal, Mertl) — 56 min 26 s Červenka (Horák, Mozík) — 57 min 55 s (SN + JS) | Arbitrage : Timothy Mayer et Konstantin Olenine Juges de lignes : Fraser McIntyre et Alexander Otmakhov |
| Poulin           | Gardiens | Francouz                                | | Arbitrage : Timothy Mayer et Konstantin Olenine Juges de lignes : Fraser McIntyre et Alexander Otmakhov |
| 6 min            | Pénalités | 4 min                                   | | Arbitrage : Timothy Mayer et Konstantin Olenine Juges de lignes : Fraser McIntyre et Alexander Otmakhov |
| 26               | Tirs | 34                                      | | Arbitrage : Timothy Mayer et Konstantin Olenine Juges de lignes : Fraser McIntyre et Alexander Otmakhov |

#### Finale
| 25 février | Allemagne | 3-4 (pr) (0-1, 1-0, 2-2, 0-1) | AOR | Centre de hockey de Gangneung 5 075 spectateurs |

| Feuille de match | Feuille de match | Feuille de match            | Feuille de match | Feuille de match                                                                             |
| ---------------- | --- | --------------------------- | --- | -------------------------------------------------------------------------------------------- |
|                  | - Schütz (Macek, Hager) — 29 min 32 s - Kahun (Mauer, Ehliz) — 53 min 31 s J. Müller (Ehliz, Hördler) — 56 min 44 s - | 0-1 1-1 1-2 2-2 3-2 3-3 3-4 | Voïnov (Goussev, Kaprizov) — 19 min 59 s - Goussev (Kaprizov, Datsiouk) — 53 min 21 s - Goussev (Zoub, Kaprizov) — 59 min 4 s (IN + JS) Kaprizov (Goussev, Voïnov) — 69 min 40 s (SN) | Arbitrage : Mark Lemelin et Aleksi Rantala Juges de lignes : Jimmy Dahmen et Sakari Suominen |
| aus den Birken   | Gardiens | Kochetchkine                | | Arbitrage : Mark Lemelin et Aleksi Rantala Juges de lignes : Jimmy Dahmen et Sakari Suominen |
| 6 min            | Pénalités | 4 min                       | | Arbitrage : Mark Lemelin et Aleksi Rantala Juges de lignes : Jimmy Dahmen et Sakari Suominen |
| 25               | Tirs | 30                          | | Arbitrage : Mark Lemelin et Aleksi Rantala Juges de lignes : Jimmy Dahmen et Sakari Suominen |

#### Classement final
| Place                               | Équipe                        |
| ----------------------------------- | ----------------------------- |
| Médaille d'or, Jeux olympiques      | Athlètes olympiques de Russie |
| Médaille d'argent, Jeux olympiques  | Allemagne                     |
| Médaille de bronze, Jeux olympiques | Canada                        |
| 4                                   | Tchéquie                      |
| 5                                   | Suède                         |
| 6                                   | Finlande                      |
| 7                                   | États-Unis                    |
| 8                                   | Norvège                       |
| 9                                   | Slovénie                      |
| 10                                  | Suisse                        |
| 11                                  | Slovaquie                     |
| 12                                  | Corée du Sud                  |

### Récompenses individuelles
| Kovaltchouk Tolvanen Datsiouk Noreau Voïnov Kochetchkine |
| Équipe-type des médias                                   |
| Kovaltchouk Tolvanen Datsiouk Noreau Voïnov Kochetchkine |

- Meilleur joueur[2] : Ilia Kovaltchouk (AOR)
- Équipe type IIHF[2] :
  - Meilleur gardien : Danny aus den Birken (Allemagne)
  - Meilleur défenseur : Viatcheslav Voïnov (AOR)
  - Meilleur attaquant : Nikita Goussev (AOR)
- Équipe des médias :
  - Gardien : Vassili Kochetchkine (AOR)
  - Défenseurs : Maxim Noreau (CAN) et Viatcheslav Voïnov (AOR)
  - Attaquants : Ilia Kovaltchouk (AOR), Pavel Datsiouk (AOR) et Eeli Tolvanen (FIN)

### Statistiques individuelles
| Rang | Joueur           | Pays       | PJ | B | A | Pts | +/− | Pun |
| ---- | ---------------- | ---------- | -- | - | - | --- | --- | --- |
| 1    | Nikita Goussev   | AOR        | 6  | 4 | 8 | 12  | +7  | 4   |
| 2    | Kirill Kaprizov  | AOR        | 6  | 5 | 4 | 9   | +7  | 2   |
| 3    | Eeli Tolvanen    | Finlande   | 5  | 3 | 6 | 9   | +1  | 4   |
| 4    | Ilia Kovaltchouk | AOR        | 6  | 5 | 2 | 7   | +5  | 4   |
| 5    | Patrick Hager    | Allemagne  | 7  | 3 | 4 | 7   | -3  | 4   |
| 6    | Maxim Noreau     | Canada     | 6  | 2 | 5 | 7   | +3  | 0   |
| 6    | Derek Roy        | Canada     | 6  | 2 | 5 | 7   | -2  | 8   |
| 8    | Linus Omark      | Suède      | 4  | 0 | 7 | 7   | +6  | 0   |
| 9    | Ryan Donato      | États-Unis | 5  | 5 | 1 | 6   | -1  | 2   |
| 10   | Jan Muršak       | Slovénie   | 4  | 3 | 3 | 6   | -1  | 0   |

Pour les significations des abréviations, voir statistiques du hockey sur glace.
| Rang | Joueur               | Pays       | Min          | BC | Moy  | %Arr  | Bl |
| ---- | -------------------- | ---------- | ------------ | -- | ---- | ----- | -- |
| 1    | Jonas Hiller         | Suisse     | 211 min 19 s | 4  | 1,14 | 95,60 | 1  |
| 2    | Vassili Kochetchkine | AOR        | 348 min 8 s  | 8  | 1,38 | 93,65 | 2  |
| 3    | Mikko Koskinen       | Finlande   | 296 min 38 s | 8  | 1,62 | 93,16 | 0  |
| 4    | Gašper Krošelj       | Slovénie   | 188 min 44 s | 6  | 1,91 | 93,10 | 0  |
| 5    | Ben Scrivens         | Canada     | 149 min 17 s | 4  | 1,61 | 92,86 | 0  |
| 6    | Viktor Fasth         | Suède      | 181 min 30 s | 5  | 1,65 | 91,80 | 1  |
| 7    | Pavel Francouz       | Tchéquie   | 370 min 32 s | 14 | 2,27 | 90,48 | 0  |
| 8    | Ryan Zapolski        | États-Unis | 310 min 38 s | 12 | 2,32 | 90,40 | 0  |
| 9    | Branislav Konrád     | Slovaquie  | 125 min      | 5  | 2,40 | 90,38 | 0  |
| 10   | Kevin Poulin         | Canada     | 213 min 54 s | 8  | 2,24 | 90,36 | 1  |

Pour les significations des abréviations, voir statistiques du hockey sur glace.
Nota : seuls sont classés les gardiens ayant joué au minimum 40 % du temps de jeu de leur équipe.

## Effectifs

### Provenance des joueurs
Avec douze équipes nationales composées de 25 joueurs chacune (3 gardiens de but, 8 défenseurs et 14 attaquants), 300 joueurs sont au total choisis pour participer au tournoi. Le tableau suivant récapitule les ligues d'origine des joueurs sélectionnés. À noter que trois clubs comptent plus de dix hommes sélectionnés (19 pour le SKA Saint-Pétersbourg, 13 pour le CP Berne et 12 pour l'Anyang Halla) et que seul l'américain Brian Gionta n'évolue dans aucun club.
| Ligues                       | Nombre de joueurs |
| ---------------------------- | ----------------- |
| Ligue continentale de hockey | 92                |
| National League              | 46                |
| Deutsche Eishockey Liga      | 31                |
| / Asia League                | 25                |
| Extraliga Tchèque            | 24                |
| Swedish Hockey League        | 23                |
| GET-ligaen                   | 9                 |
| Tipsport Extraliga           | 9                 |
| Erste Bank Eishockey Liga    | 8                 |
| Ligue américaine de hockey   | 6                 |
| SM-liiga                     | 6                 |
| NCAA                         | 5                 |
| Saxoprint Ligue Magnus       | 4                 |
| WSM liga                     | 4                 |
| DEL2                         | 3                 |
| HockeyAllsvenskan            | 2                 |
| / Alps Hockey League         | 1                 |
| Metal Ligaen                 | 1                 |
| Agent libre                  | 1                 |

### Allemagne
| No    | Nom                   | Position  | Club                         |
| ----- | --------------------- | --------- | ---------------------------- |
| +033, | Danny aus den Birken  | Gardien   | EHC Munich (DEL)             |
| +044, | Dennis Endras         | Gardien   | Adler Mannheim (DEL)         |
| +051, | Timo Pielmeier        | Gardien   | ERC Ingolstadt (DEL)         |
| +007, | Daryl Boyle           | Défenseur | EHC Munich (DEL)             |
| +010, | Christian Ehrhoff - A | Défenseur | Kölner Haie (DEL)            |
| +048, | Frank Hördler         | Défenseur | Eisbären Berlin (DEL)        |
| +040, | Björn Krupp           | Défenseur | Grizzlys Wolfsbourg (DEL)    |
| +041, | Jonas Müller          | Défenseur | Eisbären Berlin (DEL)        |
| +091, | Moritz Müller         | Défenseur | Kölner Haie (DEL)            |
| +082, | Sinan Akdağ           | Défenseur | Adler Mannheim (DEL)         |
| +036, | Yannic Seidenberg     | Défenseur | EHC Munich (DEL)             |
| +042, | Yasin Ehliz           | Attaquant | Thomas Sabo Ice Tigers (DEL) |
| +043, | Gerrit Fauser         | Attaquant | Grizzlys Wolfsbourg (DEL)    |
| +057, | Marcel Goc - C        | Attaquant | Adler Mannheim (DEL)         |
| +050, | Patrick Hager - A     | Attaquant | EHC Munich (DEL)             |
| +072, | Dominik Kahun         | Attaquant | EHC Munich (DEL)             |
| +017, | Marcus Kink           | Attaquant | Adler Mannheim (DEL)         |
| +012, | Brooks Macek          | Attaquant | EHC Munich (DEL)             |
| +028, | Frank Mauer           | Attaquant | EHC Munich (DEL)             |
| +092, | Marcel Noebels        | Attaquant | Eisbären Berlin (DEL)        |
| +083, | Leonhard Pföderl      | Attaquant | Thomas Sabo Ice Tigers (DEL) |
| +022, | Matthias Plachta      | Attaquant | Adler Mannheim (DEL)         |
| +037, | Patrick Reimer        | Attaquant | Thomas Sabo Ice Tigers (DEL) |
| +055, | Felix Schütz          | Attaquant | Kölner Haie (DEL)            |
| +089, | David Wolf            | Attaquant | Adler Mannheim (DEL)         |

Entraîneur :  Marco Sturm
 forfait : Denis Reul (Adler Mannheim) est remplacé par Sinan Akdağ (même club).

### Athlètes olympiques de Russie (AOR)
| No    | Nom                  | Position  | Club                          |
| ----- | -------------------- | --------- | ----------------------------- |
| +030, | Igor Chestiorkine    | Gardien   | SKA Saint-Pétersbourg (KHL)   |
| +083, | Vassili Kochetchkine | Gardien   | Metallourg Magnitogorsk (KHL) |
| +031, | Ilia Sorokine        | Gardien   | HK CSKA Moscou (KHL)          |
| +004, | Vladislav Gavrikov   | Défenseur | SKA Saint-Pétersbourg (KHL)   |
| +055, | Bogdan Kisselevitch  | Défenseur | HK CSKA Moscou (KHL)          |
| +053, | Alekseï Martchenko   | Défenseur | HK CSKA Moscou (KHL)          |
| +089, | Nikita Nesterov      | Défenseur | HK CSKA Moscou (KHL)          |
| +026, | Viatcheslav Voïnov   | Défenseur | SKA Saint-Pétersbourg (KHL)   |
| +044, | Iegor Iakovlev       | Défenseur | SKA Saint-Pétersbourg (KHL)   |
| +002, | Artiom Zoub          | Défenseur | SKA Saint-Pétersbourg (KHL)   |
| +028, | Andreï Zoubarev      | Défenseur | SKA Saint-Pétersbourg (KHL)   |
| +011, | Sergueï Andronov - A | Attaquant | HK CSKA Moscou (KHL)          |
| +094, | Aleksandr Barabanov  | Attaquant | SKA Saint-Pétersbourg (KHL)   |
| +087, | Vadim Chipatchiov    | Attaquant | SKA Saint-Pétersbourg (KHL)   |
| +052, | Sergueï Chirokov     | Attaquant | SKA Saint-Pétersbourg (KHL)   |
| +013, | Pavel Datsiouk - C   | Attaquant | SKA Saint-Pétersbourg (KHL)   |
| +097, | Nikita Goussev       | Attaquant | SKA Saint-Pétersbourg (KHL)   |
| +025, | Mikhaïl Grigorenko   | Attaquant | HK CSKA Moscou (KHL)          |
| +029, | Ilia Kabloukov       | Attaquant | SKA Saint-Pétersbourg (KHL)   |
| +021, | Sergueï Kalinine     | Attaquant | SKA Saint-Pétersbourg (KHL)   |
| +077, | Kirill Kaprizov      | Attaquant | HK CSKA Moscou (KHL)          |
| +071, | Ilia Kovaltchouk - A | Attaquant | SKA Saint-Pétersbourg (KHL)   |
| +010, | Sergueï Moziakine    | Attaquant | Metallourg Magnitogorsk (KHL) |
| +074, | Nikolaï Prokhorkine  | Attaquant | SKA Saint-Pétersbourg (KHL)   |
| +007, | Ivan Teleguine       | Attaquant | HK CSKA Moscou (KHL)          |

Entraîneur : / Oļegs Znaroks

### Canada
| No    | Nom                 | Position  | Club                                    |
| ----- | ------------------- | --------- | --------------------------------------- |
| +035, | Justin Peters       | Gardien   | Kölner Haie (DEL)                       |
| +031, | Kevin Poulin        | Gardien   | EHC Kloten (NL)                         |
| +030, | Ben Scrivens        | Gardien   | Salavat Ioulaïev Oufa (KHL)             |
| +024, | Stefan Elliott      | Défenseur | HV 71 (SHL)                             |
| +005, | Chay Genoway        | Défenseur | Lada Togliatti (KHL)                    |
| +027, | Cody Goloubef       | Défenseur | Heat de Stockton (LAH)                  |
| +018, | Marc-André Gragnani | Défenseur | HK Dinamo Minsk (KHL)                   |
| +004, | Chris Lee - A       | Défenseur | Metallourg Magnitogorsk (KHL)           |
| +056, | Maxim Noreau        | Défenseur | CP Berne (NL)                           |
| +037, | Mat Robinson        | Défenseur | HK CSKA Moscou (KHL)                    |
| +003, | Karl Stollery       | Défenseur | Dinamo Riga (KHL)                       |
| +017, | René Bourque        | Attaquant | Djurgårdens IF (SHL)                    |
| +007, | Gilbert Brulé       | Attaquant | HC Red Star Kunlun (KHL)                |
| +019, | Andrew Ebbett       | Attaquant | CP Berne (NL)                           |
| +016, | Quinton Howden      | Attaquant | HK Dinamo Minsk (KHL)                   |
| +011, | Chris Kelly - C     | Attaquant | Senators de Belleville (LAH)            |
| +012, | Rob Klinkhammer     | Attaquant | Ak Bars Kazan (KHL)                     |
| +015, | Brandon Kozun       | Attaquant | Lokomotiv Iaroslavl (KHL)               |
| +040, | Maxim Lapierre      | Attaquant | HC Lugano (NL)                          |
| +022, | Eric O'Dell         | Attaquant | HK Sotchi (KHL)                         |
| +021, | Mason Raymond       | Attaquant | CP Berne (NL)                           |
| +009, | Derek Roy - A       | Attaquant | Linköpings HC (SHL)                     |
| +092, | Christian Thomas    | Attaquant | Penguins de Wilkes-Barre/Scranton (LAH) |
| +091, | Linden Vey          | Attaquant | ZSC Lions (NL)                          |
| +008, | Wojtek Wolski       | Attaquant | HC Red Star Kunlun (KHL)                |

Entraîneur :  Willie Desjardins (en)

### Corée du Sud
| No    | Nom               | Position  | Club                                 |
| ----- | ----------------- | --------- | ------------------------------------ |
| +001, | Matt Dalton       | Gardien   | Anyang Halla (Asia League)           |
| +041, | Park Kye-hoon     | Gardien   | Daemyung Sangmu (Asia League)        |
| +050, | Park Sung-je      | Gardien   | High1 (Asia League)                  |
| +002, | Cho Hyung-gon     | Défenseur | Daemyung Sangmu (Asia League)        |
| +006, | Kim Won-jun       | Défenseur | Anyang Halla (Asia League)           |
| +061, | Lee Don-ku        | Défenseur | Anyang Halla (Asia League)           |
| +007, | Oh Hyon-ho        | Défenseur | Daemyung Killer Whales (Asia League) |
| +044, | Alex Plante - A   | Défenseur | Anyang Halla (Asia League)           |
| +023, | Eric Regan        | Défenseur | Anyang Halla (Asia League)           |
| +003, | Seo Yeong-jun     | Défenseur | Daemyung Killer Whales (Asia League) |
| +005, | Bryan Young       | Défenseur | Daemyung Killer Whales (Asia League) |
| +027, | Ahn Jin-hui       | Attaquant | Daemyung Sangmu (Asia League)        |
| +087, | Cho Min-ho        | Attaquant | Anyang Halla (Asia League)           |
| +009, | Jeon Jung-woo     | Attaquant | Daemyung Sangmu (Asia League)        |
| +011, | Kim Ki-sung       | Attaquant | Anyang Halla (Asia League)           |
| +019, | Kim Sang-wook     | Attaquant | Anyang Halla (Asia League)           |
| +008, | Kim Won-jung - A  | Attaquant | Anyang Halla (Asia League)           |
| +013, | Lee Young-jun     | Attaquant | Daemyung Killer Whales (Asia League) |
| +063, | Park Jin-kyu      | Attaquant | Daemyung Sangmu (Asia League)        |
| +036, | Park Woo-sang - C | Attaquant | Anyang Halla (Asia League)           |
| +025, | Brock Radunske    | Attaquant | Anyang Halla (Asia League)           |
| +047, | Shin Sang-hoon    | Attaquant | Daemyung Sangmu (Asia League)        |
| +096, | Shin Sang-woo     | Attaquant | Anyang Halla (Asia League)           |
| +010, | Michael Swift     | Attaquant | High1 (Asia League)                  |
| +022, | Mike Testwuide    | Attaquant | High1 (Asia League)                  |

Entraîneur :  Jim Paek

### États-Unis
| No    | Nom                 | Position  | Club                                    |
| ----- | ------------------- | --------- | --------------------------------------- |
| +033, | David Leggio        | Gardien   | EHC Munich (DEL)                        |
| +031, | Brandon Maxwell     | Gardien   | BK Mladá Boleslav (Extraliga)           |
| +030, | Ryan Zapolski       | Gardien   | Jokerit (KHL)                           |
| +004, | Chad Billins        | Défenseur | Linköpings HC (SHL)                     |
| +024, | Jonathon Blum       | Défenseur | HK Admiral Vladivostok (KHL)            |
| +020, | Will Borgen         | Défenseur | Huskies de l'État de Saint Cloud (NCHC) |
| +097, | Matt Gilroy - A     | Défenseur | Jokerit (KHL)                           |
| +013, | Ryan Gunderson      | Défenseur | Brynäs IF (SHL)                         |
| +022, | Bob Sanguinetti     | Défenseur | HC Lugano (NL)                          |
| +005, | Noah Welch - A      | Défenseur | Växjö Lakers HC (SHL)                   |
| +021, | James Wisniewski    | Défenseur | Huskies de Cassel (DEL2)                |
| +026, | Mark Arcobello      | Attaquant | CP Berne (NL)                           |
| +017, | Christopher Bourque | Attaquant | Bears de Hershey (LAH)                  |
| +015, | Bobby Butler        | Attaquant | Admirals de Milwaukee (LAH)             |
| +016, | Ryan Donato         | Attaquant | Crimson d'Harvard (ECAC)                |
| +012, | Brian Gionta - C    | Attaquant | aucun                                   |
| +018, | Jordan Greenway     | Attaquant | Terriers de Boston (Hockey East)        |
| +042, | Chad Kolarik        | Attaquant | Adler Mannheim (DEL)                    |
| +014, | Broc Little         | Attaquant | HC Davos (NL)                           |
| +007, | John McCarthy       | Attaquant | Barracuda de San José (LAH)             |
| +009, | Brian O'Neill       | Attaquant | Jokerit (KHL)                           |
| +011, | Garrett Roe         | Attaquant | EV Zoug (NL)                            |
| +019, | Jim Slater          | Attaquant | HC Fribourg-Gottéron (NL)               |
| +094, | Ryan Stoa           | Attaquant | HK Spartak Moscou (KHL)                 |
| +023, | Troy Terry          | Attaquant | Pioneers de Denver (NCHC)               |

Entraîneur :  Tony Granato

### Finlande
| No    | Nom                   | Position  | Club                          |
| ----- | --------------------- | --------- | ----------------------------- |
| +019, | Mikko Koskinen        | Gardien   | SKA Saint-Pétersbourg (KHL)   |
| +077, | Juha Metsola          | Gardien   | Amour Khabarovsk (KHL)        |
| +031, | Karri Rämö            | Gardien   | Jokerit (KHL)                 |
| +042, | Miro Heiskanen        | Défenseur | HIFK (SM-liiga)               |
| +038, | Juuso Hietanen        | Défenseur | HK Dinamo Moscou (KHL)        |
| +004, | Tommi Kivistö         | Défenseur | Jokerit (KHL)                 |
| +050, | Miika Koivisto        | Défenseur | Kärpät Oulu (SM-liiga)        |
| +005, | Lasse Kukkonen - C    | Défenseur | Kärpät Oulu (SM-liiga)        |
| +002, | Mikko Lehtonen        | Défenseur | Tappara (SM-liiga)            |
| +018, | Sami Lepistö - A      | Défenseur | Jokerit (KHL)                 |
| +055, | Atte Ohtamaa          | Défenseur | Ak Bars Kazan (KHL)           |
| +012, | Marko Anttila         | Attaquant | Jokerit (KHL)                 |
| +025, | Jonas Enlund          | Attaquant | Sibir Novossibirsk (KHL)      |
| +070, | Teemu Hartikainen     | Attaquant | Salavat Ioulaïev Oufa (KHL)   |
| +013, | Julius Junttila       | Attaquant | Kärpät Oulu (SM-liiga)        |
| +023, | Joonas Kemppainen     | Attaquant | Salavat Ioulaïev Oufa (KHL)   |
| +027, | Petri Kontiola - A    | Attaquant | Lokomotiv Iaroslavl (KHL)     |
| +040, | Jarno Koskiranta      | Attaquant | SKA Saint-Pétersbourg (KHL)   |
| +024, | Jani Lajunen          | Attaquant | HC Lugano (NL)                |
| +065, | Sakari Manninen       | Attaquant | Örebro HK (SHL)               |
| +062, | Oskar Osala           | Attaquant | Metallourg Magnitogorsk (KHL) |
| +081, | Jukka Peltola         | Attaquant | Tappara (SM-liiga)            |
| +037, | Mika Pyörälä          | Attaquant | CP Berne (NL)                 |
| +086, | Veli-Matti Savinainen | Attaquant | Iougra Khanty-Mansiïsk (KHL)  |
| +020, | Eeli Tolvanen         | Attaquant | Jokerit (KHL)                 |

Entraîneur :  Lauri Marjamäki

### Norvège
| No    | Nom                    | Position  | Club                                    |
| ----- | ---------------------- | --------- | --------------------------------------- |
| +030, | Lars Haugen            | Gardien   | Färjestad BK (SHL)                      |
| +033, | Henrik Haukeland       | Gardien   | Timrå IK (Allsvenskan)                  |
| +038, | Henrik Holm            | Gardien   | Stavanger Oilers (GET-ligaen)           |
| +047, | Alexander Bonsaksen    | Défenseur | Iserlohn Roosters (DEL)                 |
| +017, | Stefan Espeland        | Défenseur | EC Klagenfurt AC (EBEL)                 |
| +006, | Jonas Holøs - C        | Défenseur | HC Fribourg-Gottéron (NL)               |
| +004, | Johannes Johannesen    | Défenseur | Stavanger Oilers (GET-ligaen)           |
| +005, | Erlend Lesund          | Défenseur | Mora IK (SHL)                           |
| +010, | Mattias Nørstebø       | Défenseur | Frölunda HC (SHL)                       |
| +042, | Henrik Ødegaard        | Défenseur | IF Frisk Tigers Asker (GET-ligaen)      |
| +090, | Daniel Sørvik          | Défenseur | HC Verva Litvínov (Extraliga)           |
| +020, | Anders Bastiansen      | Attaquant | IF Frisk Tigers Asker (GET-ligaen)      |
| +026, | Kristian Forsberg      | Attaquant | Stavanger Oilers (GET-ligaen)           |
| +027, | Ludvig Hoff            | Attaquant | Fighting Hawks du Dakota du Nord (NCHC) |
| +015, | Tommy Kristiansen      | Attaquant | Sparta Warriors (GET-ligaen)            |
| +040, | Ken André Olimb        | Attaquant | Linköpings HC (SHL)                     |
| +046, | Mathis Olimb - A       | Attaquant | Linköpings HC (SHL)                     |
| +061, | Aleksander Reichenberg | Attaquant | HC Sparta Prague (Extraliga)            |
| +027, | Niklas Roest           | Attaquant | Sparta Warriors (GET-ligaen)            |
| +051, | Mats Rosseli Olsen     | Attaquant | Frölunda HC (SHL)                       |
| +022, | Martin Røymark         | Attaquant | MODO Hockey (Allsvenskan)               |
| +016, | Eirik Salsten          | Attaquant | Stavanger Oilers (GET-ligaen)           |
| +041, | Patrick Thoresen - A   | Attaquant | SKA Saint-Pétersbourg (KHL)             |
| +021, | Steffen Thoresen       | Attaquant | Storhamar Hockey (GET-ligaen)           |
| +008, | Mathias Trettenes      | Attaquant | Krefeld Pinguine (DEL)                  |

Entraîneur :  Petter Thoresen

### République tchèque
| No    | Nom             | Position  | Club                            |
| ----- | --------------- | --------- | ------------------------------- |
| +032, | Patrik Bartošák | Gardien   | HC Vítkovice Ridera (Extraliga) |
| +033, | Pavel Francouz  | Gardien   | Traktor Tcheliabinsk (KHL)      |
| +038, | Dominik Furch   | Gardien   | Avangard Omsk (KHL)             |
| +047, | Michal Jordán   | Défenseur | Amour Khabarovsk (KHL)          |
| +029, | Jan Kolář - A   | Défenseur | Amour Khabarovsk (KHL)          |
| +084, | Tomáš Kundrátek | Défenseur | Torpedo Nijni Novgorod (KHL)    |
| +065, | Vojtěch Mozík   | Défenseur | HK Vitiaz (KHL)                 |
| +087, | Jakub Nakládal  | Défenseur | Lokomotiv Iaroslavl (KHL)       |
| +023, | Ondřej Němec    | Défenseur | Severstal Tcherepovets (KHL)    |
| +061, | Adam Polášek    | Défenseur | HK Sotchi (KHL)                 |
| +074, | Ondřej Vitásek  | Défenseur | Iougra Khanty-Mansiïsk (KHL)    |
| +016, | Michal Birner   | Attaquant | HC Fribourg-Gottéron (NL)       |
| +010, | Roman Červenka  | Attaquant | HC Fribourg-Gottéron (NL)       |
| +091, | Martin Erat - C | Attaquant | HC Kometa Brno (Extraliga)      |
| +051, | Roman Horák     | Attaquant | HK Vitiaz (KHL)                 |
| +042, | Petr Koukal     | Attaquant | Mountfield HK (Extraliga)       |
| +043, | Jan Kovář - A   | Attaquant | Metallourg Magnitogorsk (KHL)   |
| +018, | Dominik Kubalík | Attaquant | HC Ambrì-Piotta (NL)            |
| +086, | Tomáš Mertl     | Attaquant | HC Škoda Plzeň (Extraliga)      |
| +069, | Lukáš Radil     | Attaquant | HK Spartak Moscou (KHL)         |
| +062, | Michal Řepík    | Attaquant | HC Slovan Bratislava (KHL)      |
| +064, | Jiří Sekáč      | Attaquant | Ak Bars Kazan (KHL)             |
| +082, | Michal Vondrka  | Attaquant | Piráti Chomutov (Extraliga)     |
| +079, | Tomáš Zohorna   | Attaquant | Amour Khabarovsk (KHL)          |
| +027, | Martin Růžička  | Attaquant | HC Oceláři Třinec (Extraliga)   |

Entraîneur :  Josef Jandač (cs)

### Slovaquie
| No    | Nom                | Position  | Club                                               |
| ----- | ------------------ | --------- | -------------------------------------------------- |
| +042, | Branislav Konrád   | Gardien   | HC Olomouc (Extraliga)                             |
| +050, | Ján Laco           | Gardien   | HC Sparta Prague (Extraliga)                       |
| +033, | Patrik Rybár       | Gardien   | Mountfield HK (Extraliga)                          |
| +007, | Ivan Baranka       | Défenseur | HC Vítkovice Ridera (Extraliga)                    |
| +056, | Michal Čajkovský   | Défenseur | Avtomobilist Iekaterinbourg (KHL)                  |
| +014, | Peter Čerešňák     | Défenseur | HC Škoda Plzeň (Extraliga)                         |
| +071, | Marek Ďaloga       | Défenseur | HC Sparta Prague (Extraliga)                       |
| +051, | Dominik Graňák - A | Défenseur | HC Škoda Plzeň (Extraliga)                         |
| +026, | Juraj Mikuš        | Défenseur | HC Sparta Prague (Extraliga)                       |
| +019, | Tomáš Starosta     | Défenseur | HK Dukla Trenčín (Tipsport Extraliga)              |
| +016, | Juraj Valach       | Défenseur | Piráti Chomutov (Extraliga)                        |
| +083, | Martin Bakoš       | Attaquant | HC Bílí Tygři Liberec (Extraliga)                  |
| +017, | Miloš Bubela       | Attaquant | HC´05 iClinic Banská Bystrica (Tipsport Extraliga) |
| +006, | Lukáš Cingeľ       | Attaquant | Mountfield HK (Extraliga)                          |
| +087, | Marcel Haščák      | Attaquant | HC Kometa Brno (Extraliga)                         |
| +013, | Michal Krištof     | Attaquant | HK Nitra (Tipsport Extraliga)                      |
| +018, | Andrej Kudrna      | Attaquant | HC Sparta Prague (Extraliga)                       |
| +063, | Patrik Lamper      | Attaquant | HC Slovan Bratislava (KHL)                         |
| +065, | Tomáš Marcinko     | Attaquant | HC Oceláři Třinec (Extraliga)                      |
| +025, | Marek Hovorka      | Attaquant | HC Košice (Tipsport Extraliga)                     |
| +027, | Ladislav Nagy - A  | Attaquant | HC Košice (Tipsport Extraliga)                     |
| +085, | Peter Ölvecký      | Attaquant | HK Dukla Trenčín (Tipsport Extraliga)              |
| +067, | Matej Paulovič     | Attaquant | HK Nitra (Tipsport Extraliga)                      |
| +091, | Matúš Sukeľ        | Attaquant | MHk 32 Liptovský Mikuláš (Tipsport Extraliga)      |
| +043, | Tomáš Surový - C   | Attaquant | HC´05 iClinic Banská Bystrica (Tipsport Extraliga) |

Entraîneur :  Craig Ramsay

### Slovénie
| No    | Nom                 | Position  | Club                                         |
| ----- | ------------------- | --------- | -------------------------------------------- |
| +040, | Luka Gračnar        | Gardien   | EC Red Bull Salzbourg (EBEL)                 |
| +032, | Gašper Krošelj      | Gardien   | Rødovre Mighty Bulls (Metal Ligaen)          |
| +069, | Matija Pintarič     | Gardien   | Dragons de Rouen (Ligue Magnus)              |
| +015, | Blaž Gregorc        | Défenseur | Mountfield HK (Extraliga)                    |
| +086, | Sabahudin Kovačevič | Défenseur | HC Energie Karlovy Vary (WSM liga)           |
| +028, | Aleš Kranjc         | Défenseur | ETC Crimmitschau (DEL2)                      |
| +017, | Žiga Pavlin         | Défenseur | ČEZ Motor České Budějovice (WSM liga)        |
| +014, | Matic Podlipnik     | Défenseur | HC Energie Karlovy Vary (WSM liga)           |
| +061, | Jurij Repe          | Défenseur | Rytíři Kladno (WSM liga)                     |
| +051, | Mitja Robar - A     | Défenseur | EC Klagenfurt AC (EBEL)                      |
| +023, | Luka Vidmar         | Défenseur | Alba Volán Székesfehérvár (EBEL)             |
| +071, | Boštjan Goličič     | Attaquant | Brûleurs de loups de Grenoble (Ligue Magnus) |
| +084, | Andrej Hebar        | Attaquant | HK Olimpija (Alps Hockey League)             |
| +008, | Žiga Jeglič         | Attaquant | Neftekhimik Nijnekamsk (KHL)                 |
| +092, | Anže Kuralt         | Attaquant | Gothiques d'Amiens (Ligue Magnus)            |
| +039, | Jan Muršak - C      | Attaquant | Frölunda HC (SHL)                            |
| +016, | Aleš Mušič          | Attaquant | Alba Volán Székesfehérvár (EBEL)             |
| +018, | Ken Ograjenšek      | Attaquant | Graz 99ers (EBEL)                            |
| +019, | Žiga Pance          | Attaquant | Dornbirner EC (EBEL)                         |
| +012, | David Rodman        | Attaquant | Brûleurs de loups de Grenoble (Ligue Magnus) |
| +022, | Marcel Rodman       | Attaquant | EC Bad Tölz (DEL2)                           |
| +055, | Robert Sabolič      | Attaquant | Torpedo Nijni Novgorod (KHL)                 |
| +024, | Rok Tičar - A       | Attaquant | Sibir Novossibirsk (KHL)                     |
| +026, | Jan Urbas           | Attaquant | Fischtown Pinguins (DEL)                     |
| +091, | Miha Verlič         | Attaquant | EC Villacher SV (EBEL)                       |

Entraîneur :  Kari Savolainen

### Suède
| No    | Nom                  | Position  | Club                         |
| ----- | -------------------- | --------- | ---------------------------- |
| +001, | Jhonas Enroth        | Gardien   | HK Dinamo Minsk (KHL)        |
| +030, | Viktor Fasth         | Gardien   | Växjö Lakers HC (SHL)        |
| +035, | Magnus Hellberg      | Gardien   | HC Red Star Kunlun (KHL)     |
| +051, | Jonas Ahnelöv        | Défenseur | Avangard Omsk (KHL)          |
| +015, | Simon Bertilsson     | Défenseur | Brynäs IF (SHL)              |
| +026, | Rasmus Dahlin        | Défenseur | Frölunda HC (SHL)            |
| +008, | Johan Fransson       | Défenseur | Genève-Servette HC (NL)      |
| +029, | Erik Gustafsson - A  | Défenseur | Neftekhimik Nijnekamsk (KHL) |
| +006, | Patrik Hersley       | Défenseur | SKA Saint-Pétersbourg (KHL)  |
| +004, | Staffan Kronwall - A | Défenseur | Lokomotiv Iaroslavl (KHL)    |
| +005, | Mikael Wikstrand     | Défenseur | Färjestad BK (SHL)           |
| +028, | Dick Axelsson        | Attaquant | Färjestad BK (SHL)           |
| +022, | Alexander Bergström  | Attaquant | Sibir Novossibirsk (KHL)     |
| +018, | Dennis Everberg      | Attaquant | Avangard Omsk (KHL)          |
| +048, | Carl Klingberg       | Attaquant | EV Zoug (NL)                 |
| +058, | Anton Lander         | Attaquant | Ak Bars Kazan (KHL)          |
| +017, | Pär Lindholm         | Attaquant | Skellefteå AIK (SHL)         |
| +010, | Joakim Lindström     | Attaquant | Skellefteå AIK (SHL)         |
| +020, | Joel Lundqvist - C   | Attaquant | Frölunda HC (SHL)            |
| +045, | Oscar Möller         | Attaquant | Skellefteå AIK (SHL)         |
| +037, | John Norman          | Attaquant | Jokerit (KHL)                |
| +067, | Linus Omark          | Attaquant | Salavat Ioulaïev Oufa (KHL)  |
| +012, | Fredrik Pettersson   | Attaquant | ZSC Lions (NL)               |
| +025, | Viktor Stålberg      | Attaquant | EV Zoug (NL)                 |
| +019, | Patrik Zackrisson    | Attaquant | Sibir Novossibirsk (KHL)     |

Entraîneur :  Rikard Grönborg (en)

### Suisse
| No    | Nom                 | Position  | Club                    |
| ----- | ------------------- | --------- | ----------------------- |
| +063, | Leonardo Genoni     | Gardien   | CP Berne (NL)           |
| +001, | Jonas Hiller        | Gardien   | HC Bienne (NL)          |
| +052, | Tobias Stephan      | Gardien   | EV Zoug (NL)            |
| +058, | Eric Blum           | Défenseur | CP Berne (NL)           |
| +016, | Raphael Diaz - C    | Défenseur | EV Zoug (NL)            |
| +013, | Félicien Du Bois    | Défenseur | HC Davos (NL)           |
| +054, | Philippe Furrer - A | Défenseur | HC Lugano (NL)          |
| +004, | Patrick Geering     | Défenseur | ZSC Lions (NL)          |
| +055, | Romain Loeffel      | Défenseur | Genève-Servette HC (NL) |
| +027, | Dominik Schlumpf    | Défenseur | EV Zoug (NL)            |
| +065, | Ramon Untersander   | Défenseur | CP Berne (NL)           |
| +089, | Cody Almond         | Attaquant | Genève-Servette HC (NL) |
| +010, | Andres Ambühl       | Attaquant | HC Davos (NL)           |
| +023, | Simon Bodenmann     | Attaquant | CP Berne (NL)           |
| +071, | Enzo Corvi          | Attaquant | HC Davos (NL)           |
| +092, | Gaëtan Haas         | Attaquant | CP Berne (NL)           |
| +061, | Fabrice Herzog      | Attaquant | ZSC Lions (NL)          |
| +015, | Gregory Hofmann     | Attaquant | HC Lugano (NL)          |
| +070, | Denis Hollenstein   | Attaquant | EHC Kloten (NL)         |
| +082, | Simon Moser - A     | Attaquant | CP Berne (NL)           |
| +008, | Vincent Praplan     | Attaquant | EHC Kloten (NL)         |
| +009, | Thomas Rüfenacht    | Attaquant | CP Berne (NL)           |
| +019, | Reto Schäppi        | Attaquant | ZSC Lions (NL)          |
| +060, | Tristan Scherwey    | Attaquant | CP Berne (NL)           |
| +044, | Pius Suter          | Attaquant | ZSC Lions (NL)          |

Entraîneur :  Patrick Fischer
 forfait : Joël Vermin (Lausanne HC) est remplacé par Gregory Hofmann (HC Lugano)

## Officiels
Pour le tournoi, l'IIHF a sélectionné 14 arbitres et 14 juges de ligne  :
| - Roman Gofman - Oliver Gouin - Jan Hribik - Brett Iverson - Antonín Jeřábek - Jozef Kubuš - Mark Lemelin | - Timothy Mayer - Linus Ohlund - Konstantin Olenine - Aleksi Rantala - Anssi Salonen - Daniel Stricker - Tobias Wehrli |

| - Jimmy Dahmen - Nicolas Fluri - Roman Kaderli - Lukas Kohlmüller - Gleb Lazarev - Vit Lederer - Miroslav Lhotský | - Fraser McIntyre - Alexander Otmahkov - Henrik Pihlblad - Judson Ritter - Hannu Sormunen - Sakari Suominen - Nathan Vanoosten |